# The Ecstasy of Gold
«The Ecstasy of Gold» (в переводе с англ. — «Золотой экстаз», итал. L'estasi dell'oro) — инструментальная композиция Эннио Морриконе, записанная для саундтрека к фильму Серджо Леоне «Хороший, плохой, злой». Мелодия музыкальной темы звучит, когда один из героев ленты — Туко (Илай Уоллак) лихорадочно ищет могилу на кладбище, в которой зарыто 200 000 долларов золотыми монетами. Вокальная партия композиции, исполненная итальянской певицей-сопрано Эддой Делл'Орсо, символизирует золото. «The Ecstasy of Gold» является одной из самых известных музыкальных тем Морриконе.

## Другие использования композиции
С 1983 года американская группа Metallica периодически использует «The Ecstasy of Gold» в качестве вступительной музыки для своих концертов. Она звучит на концертных альбомах коллектива: Metallica: Through the Never, S&M и Live Shit: Binge & Purge. В 2007 году на трибьют-альбоме We All Love Ennio Morricone была выпущена кавер-версия композиции, записанная Metallica в характерном для них, металлическом стиле (Джеймс Хетфилд исполняет вокальную фонему и аккомпанирует на гитаре). Эта кавер-версия была номинирована на премию «Грэмми» в категории «Лучшее инструментальное рок-исполнение». Оригинальная версия композиции прозвучала в трейлере игры Guitar Hero: Metallica.
Отрывок мелодии звучит в фильме 1975 года «Шоу ужасов Рокки Хоррора», когда главный герой несёт мёртвого доктора Фрэнка эн Фертера в башню RKO. Кроме того, композиция фигурирует в 26 сезоне мультсериала «Симпсоны» (эпизод «Super Franchise Me») и 5 сезоне мультсериала «Самурай Джек» (эпизод «XCIII»). Помимо этого, трек играет в начале фильма «Придурки», когда главные герои бегут от стада быков. Также, композиция звучит в мультфильмах «Губка Боб в 3D», «Книга жизни», и в видеоигре Blur.
Рэп-музыкант Jay-Z семплировал мелодию композиции для своей песни «Blueprint2», выпущенной на альбоме The Blueprint 2: The Gift & The Curse. Ещё один рэп-исполнитель, Immortal Technique, семплировал отрывок композиции для своего трека «Land of the Gun». Также, ремикс композиции звучит в рекламе пива Modelo Especial.
Также существует версия композиции в исполнении на терменвоксе за авторством немецкого музыканта и музыкального педагога Каролины Эйк.